# Brad Anderson
Brad Anderson (Madison, 5 aprile 1964) è un regista, sceneggiatore, produttore cinematografico, produttore televisivo e montatore statunitense.

## Biografia
Nato nel Connecticut, ha studiato al London International Film School. Ha iniziato a lavorare nel mondo del cinema come montatore e cameraman, dirigendo anche alcuni cortometraggi. Il suo primo lungometraggio è The Darien Gap del 1996 presentato al Sundance Film Festival dello stesso anno. Nel 1998 dirige la commedia romantica Prossima fermata Wonderland, mentre nel 2001 dirige Session 9, divenuto in piccolo cult per gli amanti del genere horror. Nel 2004 dirige il thriller di produzione spagnola L'uomo senza sonno, con Christian Bale, divenuto un cult per molte ragioni, in primis la performance di Bale, dimagrito in maniera impressionante per tale film.
Nel 2008 dirige il thriller paranoico Transsiberian ambientato sulla leggendaria linea ferroviaria transiberiana. Dopo aver diretto diversi episodi della prima stagione di Fringe, torna al cinema nel 2010, Vanishing on 7th Street, con Hayden Christensen, John Leguizamo e Thandie Newton. Attivo anche in campo televisivo, ha diretto un episodio della serie televisiva The Shield, due di The Wire, dodici di Fringe e l'episodio Rumori e tenebre per Masters of Horror.

## Filmografia

### Regia

#### Cinema
- The Darien Gap (1996)
- Prossima fermata Wonderland (Next Stop Wonderland) (1998)
- Happy Accidents (2000)
- Session 9 (2001)
- L'uomo senza sonno (The Machinist) (2004)
- Transsiberian (2008)
- Vanishing on 7th Street (2010)
- The Call (2013)
- Stonehearst Asylum (2014)
- Beirut (2018)
- Fractured (2019)
- Blood (2022)
- The Silent Hour (2024)

#### Televisione
- Homicide (1999, Episodio 7x11)
- The Shield (2003, Episodio 2x11 Caccia grossa)
- Surface (2006, Episodio 1x13 Verità nascoste)
- Masters of Horror (2006, Episodio 2x04 Rumori e tenebre)
- The Wire (2002-2006, Episodi 1x10 e 4x11)
- Fear Itself (2008, Episodio 1x02 Fantasmi)
- Rubicon (2010, Episodio 1x11 Una buona giornata di lavoro)
- Undercovers (2010, Episodio 1x07 Attentato al presidente)
- Treme (2010-2011, Episodi 1x06 e 2x07)
- Fringe (2008-2011, Episodi 1x07, 1x13, 1x16, 1x20, 2x02, 2x17, 3x03, 3x08, 3x13, 3x16, 4x02 e 4x06)
- Boardwalk Empire (2010-2011, Episodi 1x09 e 2x09)
- Person of Interest (2012, Episodio 1x12 Il passato alle porte)
- Alcatraz (2012, Episodio 1x04 Cal Sweeney)
- The Killing (2011-2012, Episodi 1x13 e 2x03)
- Almost Human (2013, Episodio pilota)
- Forever (2014, Episodi 1x01 e 1x08)
- Zoo – serie TV, episodio pilota (2015)
- Titans (2018, Episodi 1x01 e 1x02)
- Suspicion - film TV (2018)
- Peacemaker (2022, Episodio 1x06)

### Sceneggiatore

#### Cinema
- The Darien Gap (1996)
- Prossima fermata Wonderland (Next Stop Wonderland) (1998)
- Happy Accidents (2000)
- Session 9 (2001)
- Transsiberian (2008)

#### Televisione
- Masters of Horror (2006, Episodio 2x04 Rumori e tenebre)

### Produttore

#### Cinema
- The Darien Gap (1996)

#### Televisione
- Fringe (2009-2010, Episodi 1x17, 1x18, 1x19, 1x20 e 2x11)
- Almost Human (2013-2014, Episodi 1x01, 1x11, 1x12 e 1x13)
- Forever (2014, Episodio pilota)

### Montatore
- The Darien Gap (1996)
- Prossima fermata Wonderland (Next Stop Wonderland) (1998)
- Happy Accidents (2000)
- Session 9 (2001)